# Giorocuta, Satu Mare
Giorocuta (în maghiară Girókuta) este un sat în comuna Supur din județul Satu Mare, Transilvania, România.

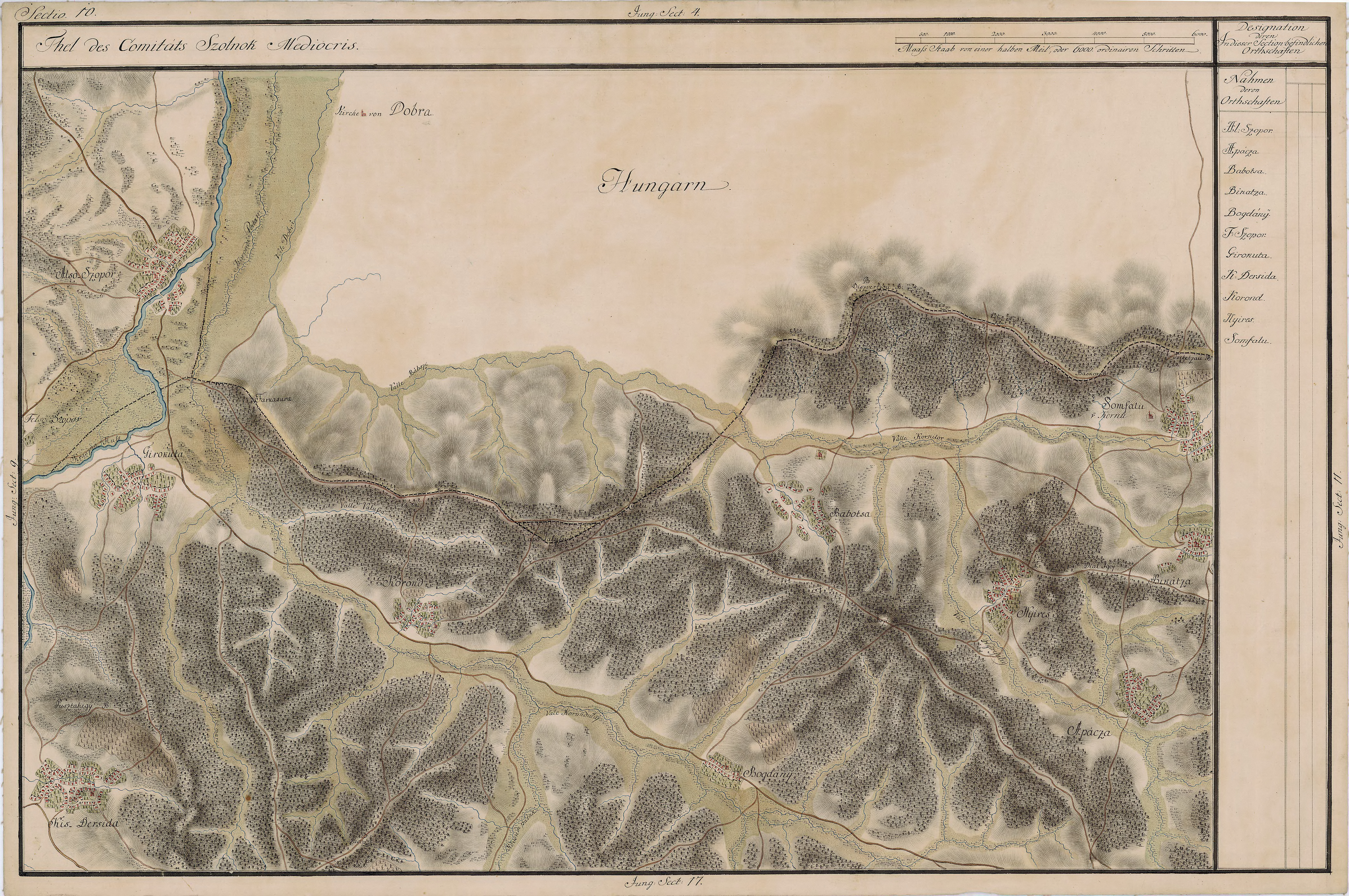
Giorocuta în Harta Iosefină a Transilvaniei